# Arco de São Jorge
Arco de São Jorge egy falu Madeira szigetének északi partján, Santana járásban, a járás székhelyét São Vicentével összekötő ER 101 út mellett, São Jorge és Boaventura között.
Sokáig a sziget egyik fő zöldségtermesztő központja volt. Ebbéli szerepének letűntével a lakosság száma jelentősen csökkent; vetemények helyét apránként szőlőskertek vették át. Egykori jellégére csak a település megőrzött szerkezete emlékeztet a nagyobbacska művelt földterületek közepén, elszórtan álló házakkal.
Két fő látnivalója a tengerbe szakadó sziklafal szélén álló As Cabanas étterem és a látványos panorámát kínáló kilátópont (miradouro).